# Crank It Up (песня Давида Гетта)
«Crank It Up» — песня французского диджея Давида Гетта при участии сенегальско-американского R&B-исполнителя Эйкона с его пятого студийного альбома Nothing but the Beat (2011). 14 марта 2012 года Гетта написал в Twitter, что у него возникла дилемма при выборе его следующего сингла, он спросил мнения своих поклонников, отдав два трека «Crank It Up» и «I Can Only Imagine» с участием Криса Брауна и Лила Уэйна, но в конечном итоге проиграл последнему.

## Список композиций
- Album version

1. «Crank It Up» (featuring Akon) — 3:12

## Участники записи
- Давид Гетта — написание песни, продюсирование, микширование
- Эйкон — написание песни, вокал, продюсирование
- Джорджио Туинфорт — написание песни, продюсирование
- Фредерик Ристерер — написание песни, продюсирование
- Гай Кацав[1] — запись, инженирование

## Чарты
| Чарт (2012)                                   | Позиция |
| --------------------------------------------- | ------- |
| Австралия (ARIA)                              | 49      |
| Канада (Canadian Hot 100)                     | 50      |
| Франция (SNEP)                                | 64      |
| Германия (GfK)                                | 43      |
| Великобритания (OCC UK Singles)               | 96      |
| US Dance/Electronic Digital Songs (Billboard) | 18      |